# Dekanat Osowa Góra
Dekanat Osowa Góra – jeden z dwudziestu jeden dekanatów w łacińskiej diecezji bydgoskiej.
Utworzony został  2 lutego 2023 przez biskupa bydgoskiego Krzysztofa Włodarczyka.

## Parafie
W skład dekanatu wchodzi 6 parafii (kolejność według dat erygowania parafii):
| Lp | Miejscowość / parafia                             | Rok erygowania | Patron                      | Odpust parafialny        | Uwagi                                                                             | Zdjęcie |
| -- | ------------------------------------------------- | -------------- | --------------------------- | ------------------------ | --------------------------------------------------------------------------------- | ------- |
| 1  | Dąbrówka Nowa św. Jakuba Mniejszego Apostoła      | 1428           | Jakub Mniejszy Apostoł      | 6 maja                   | Kościół parafialny z 1889 roku (w rejestrze zabytków)                             |         |
| 2  | Wtelno św. Michała Archanioła                     | 1876           | Archanioł Michał            | 29 września              | Kościół parafialny z 1785 roku (przebudowany w 1863 i 1908, w rejestrze zabytków) |         |
| 3  | Sicienko św. Andrzeja Boboli                      | 1972           | św. Andrzej Bobola          | 16 maja                  | Kościół parafialny poewangelicki z 1887 roku (w rejestrze zabytków);              |         |
| 4  | Bydgoszcz(Osowa Góra) św. Maksymiliana Kolbego    | 1981           | św. Maksymilian Maria Kolbe | 14 sierpnia              |                                                                                   |         |
| 5  | Bydgoszcz (Osowa Góra) Wniebowstąpienia Pańskiego | 1999           | Wniebowstąpienie Pańskie    | 7. Niedziela Wielkanocna |                                                                                   |         |
| 6  | Kruszyn św. Kazimierza Królewicza                 | 2000           | św. Kazimierz Jagiellończyk | 4 marca                  | Kościół parafialny poewangelicki z 1908 (w rejestrze zabytków)                    |         |